# ماتشيخ جايوس
ماتشيخ جايوس (بالبولندية: Maciej Gajos) (19 مارس 1991 في بولندا - ) هو لاعب كرة قدم بولندي في مركز الوسط. لعب مع لخ بوزنان وياغيلونيا بياويستوك وراكو شيستوشوفا.

## وصلات خارجية
- ماتشيخ جايوس على موقع قاعدة بيانات كرة القدم.إي يو (الإنجليزية)
- ماتشيخ جايوس على موقع Soccerway.com (الإنجليزية)